# Temporada de tennis 2016
Selecció dels principals esdeveniments tennístics de l'any 2016 en categoria masculina, femenina i per equips.

## Federació Internacional de Tennis

### Grand Slams
Open d'Austràlia
| Categoria          | Campions                    | Finalistes                       | Resultat         |
| ------------------ | --------------------------- | -------------------------------- | ---------------- |
| Individual masculí | Novak Đoković               | Andy Murray                      | 6−1, 7−5, 7−6(3) |
| Individual femení  | Angelique Kerber            | Serena Williams                  | 6−4, 3−6, 6−4    |
| Dobles masculins   | Jamie Murray Bruno Soares   | Daniel Nestor Radek Štěpánek     | 2−6, 6−4, 7−5    |
| Dobles femenins    | Martina Hingis Sania Mirza  | Andrea Hlavackova Lucie Hradecka | 7−6(1), 6−3      |
| Dobles mixts       | Ielena Vesninà Bruno Soares | Coco Vandeweghe Horia Tecau      | 6−4, 4−6, [10−5] |

Roland Garros
| Categoria          | Campions                            | Finalistes                         | Resultat           |
| ------------------ | ----------------------------------- | ---------------------------------- | ------------------ |
| Individual masculí | Novak Đoković                       | Andy Murray                        | 3−6, 6−1, 6−2, 6−4 |
| Individual femení  | Garbiñe Muguruza                    | Serena Williams                    | 7−5, 6−4           |
| Dobles masculins   | Feliciano López Marc López          | Bob Bryan Mike Bryan               | 6−4, 6−7(6), 6−3   |
| Dobles femenins    | Caroline Garcia Kristina Mladenovic | Iekaterina Makàrova Ielena Vesninà | 6−3, 2−6, 6−4      |
| Dobles mixts       | Martina Hingis Leander Paes         | Sania Mirza Ivan Dodig             | 4−6, 6−4, [10−8]   |

Wimbledon
| Categoria          | Campions                            | Finalistes                              | Resultat            |
| ------------------ | ----------------------------------- | --------------------------------------- | ------------------- |
| Individual masculí | Andy Murray                         | Milos Raonic                            | 6−4, 7−6(3), 7−6(2) |
| Individual femení  | Serena Williams                     | Angelique Kerber                        | 7−5, 6−3            |
| Dobles masculins   | Pierre-Hugues Herbert Nicolas Mahut | Julien Benneteau Edouard Roger-Vasselin | 6−4, 7−6(1), 6−3    |
| Dobles femenins    | Serena Williams Venus Williams      | Timea Babos Iaroslava Xvédova           | 6−3, 6−4            |
| Dobles mixts       | Heather Watson Henri Kontinen       | Anna-Lena Grönefeld Robert Farah        | 7−6(5), 6−4         |

US Open
| Categoria          | Campions                             | Finalistes                                 | Resultat              |
| ------------------ | ------------------------------------ | ------------------------------------------ | --------------------- |
| Individual masculí | Stan Wawrinka                        | Novak Đoković                              | 6−7(1), 6−4, 7−5, 6−3 |
| Individual femení  | Angelique Kerber                     | Karolína Plíšková                          | 6−3, 4−6, 6−4         |
| Dobles masculins   | Jamie Murray Bruno Soares            | Pablo Carreño Busta Guillermo García López | 6−2, 6−3              |
| Dobles femenins    | Bethanie Mattek-Sands Lucie Šafářová | Caroline Garcia Kristina Mladenovic        | 2−6, 7−6(5), 6−4      |
| Dobles mixts       | Laura Siegemund Mate Pavic           | Coco Vandeweghe Rajeev Ram                 | 6−4, 6−4              |

### Jocs Olímpics
| Esdeveniment       | Final                              | Final                           | Final               | Final de consolació             | Final de consolació              | Final de consolació |
| ------------------ | ---------------------------------- | ------------------------------- | ------------------- | ------------------------------- | -------------------------------- | ------------------- |
| Esdeveniment       | Or                                 | Argent                          | Resultat            | Bronze                          | 4t lloc                          | Resultat            |
| Individual masculí | Andy Murray                        | Juan Martín del Potro           | 7−5, 4−6, 6−2, 7−5  | Kei Nishikori                   | Rafael Nadal                     | 6−2, 6−7(1), 6−3    |
| Individual femení  | Mónica Puig                        | Angelique Kerber                | 6−4, 4−6, 6−1       | Petra Kvitová                   | Madison Keys                     | 7−5, 2−6, 6−2       |
| Dobles masculins   | Marc López Rafael Nadal            | Florin Mergea Horia Tecău       | 6−2, 3−6, 6−4       | Steve Johnson Jack Sock         | Daniel Nestor Vasek Pospisil     | 6−2, 6−4            |
| Dobles femenins    | Iekaterina Makàrova Ielena Vesninà | Timea Bacsinszky Martina Hingis | 6−4, 6−4            | Lucie Šafářová Barbora Strýcová | Andrea Hlaváčková Lucie Hradecká | 7−5, 6−1            |
| Dobles mixts       | B. Mattek-Sands Jack Sock          | Venus Williams Rajeev Ram       | 6−7(3), 6−1, [10−7] | Lucie Hradecká Radek Štěpánek   | Sania Mirza Rohan Bopanna        | 6−1, 7−5            |

### Copa Davis

#### Quadre
|  | Primera ronda 4 - 6 de març            | Primera ronda 4 - 6 de març   | Primera ronda 4 - 6 de març             |                                |            | Quarts de final 15 - 17 de juliol | Quarts de final 15 - 17 de juliol   | Quarts de final 15 - 17 de juliol |   |   | Semifinals 16 - 18 de setembre | Semifinals 16 - 18 de setembre  | Semifinals 16 - 18 de setembre |  |   | Final 25 - 27 de novembre | Final 25 - 27 de novembre | Final 25 - 27 de novembre |
|  |                                        |                               |                                         |                                |            |                                   |                                     |                                   |   |   |                                |                                 |                                |  |   |                           |                           |                           |
|  | Birmingham, Regne Unit (dura interior) |                               |                                         |                                |            |                                   |                                     |                                   |   |   |                                |                                 |                                |  |   |                           |                           |                           |
|  | 1                                      | Regne Unit                    | 3                                       |                                |            |                                   |                                     |                                   |   |   |                                |                                 |                                |  |   |                           |                           |                           |
|  | 1                                      | Regne Unit                    | 3                                       | Belgrad, Sèrbia (terra batuda) |            |                                   |                                     |                                   |   |   |                                |                                 |                                |  |   |                           |                           |                           |
|  |                                        | Japó                          | 1                                       |                                |            |                                   |                                     |                                   |   |   |                                |                                 |                                |  |   |                           |                           |                           |
|  |                                        | Japó                          | 1                                       | 1                              | Regne Unit | 3                                 |                                     |                                   |   |   |                                |                                 |                                |  |   |                           |                           |                           |
|  | Belgrad, Sèrbia (dura interior)        |                               |                                         | 1                              | Regne Unit | 3                                 |                                     |                                   |   |   |                                |                                 |                                |  |   |                           |                           |                           |
|  |                                        | 7                             | Sèrbia                                  | 2                              |            |                                   |                                     |                                   |   |   |                                |                                 |                                |  |   |                           |                           |                           |
|  | 7                                      | 7                             | Sèrbia                                  | 2                              | Sèrbia     | 3                                 |                                     |                                   |   |   |                                |                                 |                                |  |   |                           |                           |                           |
|  | 7                                      |                               |                                         |                                | Sèrbia     | 3                                 | Glasgow, Regne Unit (dura interior) |                                   |   |   |                                |                                 |                                |  |   |                           |                           |                           |
|  |                                        | Kazakhstan                    | 2                                       |                                |            |                                   |                                     |                                   |   |   |                                |                                 |                                |  |   |                           |                           |                           |
|  |                                        |                               |                                         |                                |            |                                   | 7                                   | Regne Unit                        | 2 |   |                                |                                 |                                |  |   |                           |                           |                           |
|  | Pesaro, Itàlia (terra batuda interior) |                               |                                         |                                |            |                                   | 7                                   | Regne Unit                        | 2 |   |                                |                                 |                                |  |   |                           |                           |                           |
|  |                                        | 6                             | Argentina                               | 3                              |            |                                   |                                     |                                   |   |   |                                |                                 |                                |  |   |                           |                           |                           |
|  | 4                                      | 6                             | Argentina                               | 3                              | Suïssa     | 0                                 |                                     |                                   |   |   |                                |                                 |                                |  |   |                           |                           |                           |
|  | 4                                      | Pesaro, Itàlia (terra batuda) |                                         |                                | Suïssa     | 0                                 |                                     |                                   |   |   |                                |                                 |                                |  |   |                           |                           |                           |
|  |                                        | Itàlia                        | 5                                       |                                |            |                                   |                                     |                                   |   |   |                                |                                 |                                |  |   |                           |                           |                           |
|  |                                        | Itàlia                        | 5                                       |                                | Itàlia     | 1                                 |                                     |                                   |   |   |                                |                                 |                                |  |   |                           |                           |                           |
|  | Gdańsk, Polònia (dura interior)        |                               |                                         |                                | Itàlia     | 1                                 |                                     |                                   |   |   |                                |                                 |                                |  |   |                           |                           |                           |
|  |                                        | 6                             | Argentina                               | 3                              |            |                                   |                                     |                                   |   |   |                                |                                 |                                |  |   |                           |                           |                           |
|  | 6                                      | 6                             | Argentina                               | 3                              | Argentina  | 3                                 |                                     |                                   |   |   |                                |                                 |                                |  |   |                           |                           |                           |
|  | 6                                      |                               |                                         |                                | Argentina  | 3                                 |                                     |                                   |   |   |                                | Zagreb, Croàcia (dura interior) |                                |  |   |                           |                           |                           |
|  |                                        | Polònia                       | 2                                       |                                |            |                                   |                                     |                                   |   |   |                                |                                 |                                |  |   |                           |                           |                           |
|  |                                        |                               |                                         |                                |            |                                   |                                     |                                   |   |   |                                |                                 |                                |  |   |                           |                           |                           |
|  |                                        |                               |                                         |                                |            |                                   |                                     |                                   |   |   |                                |                                 |                                |  | 6 | Argentina                 | 3                         |                           |
|  | Baie-Mahault, França (terra batuda)    |                               |                                         |                                |            |                                   |                                     |                                   |   |   |                                |                                 |                                |  | 6 | Argentina                 | 3                         |                           |
|  |                                        |                               | Croàcia                                 | 2                              |            |                                   |                                     |                                   |   |   |                                |                                 |                                |  |   |                           |                           |                           |
|  |                                        | Canadà                        | Croàcia                                 | 2                              | 0          |                                   |                                     |                                   |   |   |                                |                                 |                                |  |   |                           |                           |                           |
|  |                                        | Canadà                        | Třinec, República Txeca (dura interior) |                                | 0          |                                   |                                     |                                   |   |   |                                |                                 |                                |  |   |                           |                           |                           |
|  | 5                                      | França                        | 5                                       |                                |            |                                   |                                     |                                   |   |   |                                |                                 |                                |  |   |                           |                           |                           |
|  | 5                                      | França                        | 5                                       |                                | 5          | França                            | 3                                   |                                   |   |   |                                |                                 |                                |  |   |                           |                           |                           |
|  | Hannover, Alemanya (dura interior)     |                               |                                         |                                | 5          | França                            | 3                                   |                                   |   |   |                                |                                 |                                |  |   |                           |                           |                           |
|  |                                        | 3                             | Txèquia                                 | 1                              |            |                                   |                                     |                                   |   |   |                                |                                 |                                |  |   |                           |                           |                           |
|  |                                        | 3                             | Txèquia                                 | 1                              | Alemanya   | 2                                 |                                     |                                   |   |   |                                |                                 |                                |  |   |                           |                           |                           |
|  |                                        |                               |                                         |                                | Alemanya   | 2                                 | Zadar, Croàcia (dura interior)      |                                   |   |   |                                |                                 |                                |  |   |                           |                           |                           |
|  | 3                                      | Txèquia                       | 3                                       |                                |            |                                   |                                     |                                   |   |   |                                |                                 |                                |  |   |                           |                           |                           |
|  | 3                                      | Txèquia                       | 3                                       |                                |            |                                   |                                     |                                   |   | 5 | França                         | 2                               |                                |  |   |                           |                           |                           |
|  | Kooyong, Austràlia (gespa)             |                               |                                         |                                |            |                                   |                                     |                                   |   | 5 | França                         | 2                               |                                |  |   |                           |                           |                           |
|  |                                        |                               | Croàcia                                 | 3                              |            |                                   |                                     |                                   |   |   |                                |                                 |                                |  |   |                           |                           |                           |
|  |                                        | Estats Units                  | Croàcia                                 | 3                              | 3          |                                   |                                     |                                   |   |   |                                |                                 |                                |  |   |                           |                           |                           |
|  |                                        | Estats Units                  | Portland, Estats Units (dura)           |                                | 3          |                                   |                                     |                                   |   |   |                                |                                 |                                |  |   |                           |                           |                           |
|  | 8                                      | Austràlia                     | 1                                       |                                |            |                                   |                                     |                                   |   |   |                                |                                 |                                |  |   |                           |                           |                           |
|  | 8                                      | Austràlia                     | 1                                       |                                |            | Estats Units                      | 2                                   |                                   |   |   |                                |                                 |                                |  |   |                           |                           |                           |
|  | Lieja, Bèlgica (terra batuda interior) |                               |                                         |                                |            | Estats Units                      | 2                                   |                                   |   |   |                                |                                 |                                |  |   |                           |                           |                           |
|  |                                        |                               | Croàcia                                 | 3                              |            |                                   |                                     |                                   |   |   |                                |                                 |                                |  |   |                           |                           |                           |
|  |                                        | Croàcia                       | Croàcia                                 | 3                              | 3          |                                   |                                     |                                   |   |   |                                |                                 |                                |  |   |                           |                           |                           |
|  |                                        | Croàcia                       |                                         |                                | 3          |                                   |                                     |                                   |   |   |                                |                                 |                                |  |   |                           |                           |                           |
|  | 2                                      | Bèlgica                       | 2                                       |                                |            |                                   |                                     |                                   |   |   |                                |                                 |                                |  |   |                           |                           |                           |

#### Final
| · Croàcia · 2 | Arena Zagreb, Zagreb, Croàcia 25 - 27 de novembre de 2016 Dura interior | Arena Zagreb, Zagreb, Croàcia 25 - 27 de novembre de 2016 Dura interior | · Argentina · 3 |      |     |     |     |  |
| \| \| [1] \| \| 1 \| 2 \| 3 \| 4 \| 5 \| \| \| - \| ------------------- \| --------------------------------------------------------------- \| ---- \| ---- \| --- \| --- \| --- \| \| \| 1 \| Croàcia · Argentina \| Marin Čilić Federico Delbonis \| 6 3 \| 7 5 \| 3 6 \| 1 6 \| 6 2 \| \| \| 2 \| Croàcia · Argentina \| Ivo Karlovic Juan Martín del Potro \| 4 6 \| 7 6⁶ \| 3 6 \| 5 7 \| \| \| \| 3 \| Croàcia · Argentina \| Marin Čilić / Ivan Dodig Juan Martín del Potro / Leonardo Mayer \| 7 6² \| 7 64 \| 6 3 \| \| \| \| \| 4 \| Croàcia · Argentina \| Marin Čilić Juan Martín del Potro \| 7 64 \| 6 2 \| 5 7 \| 4 6 \| 3 6 \| \| \| 5 \| Croàcia · Argentina \| Ivo Karlovic Federico Delbonis \| 3 6 \| 4 6 \| 2 6 \| \| \| \| |                                                                         |                                                                         |                 |      |     |     |     |  |
| | [ 1 ]                                                                   |                                                                         | 1               | 2    | 3   | 4   | 5   |  |
| 1 | Croàcia · Argentina                                                     | Marin Čilić Federico Delbonis                                           | 6 3             | 7 5  | 3 6 | 1 6 | 6 2 |  |
| 2 | Croàcia · Argentina                                                     | Ivo Karlovic Juan Martín del Potro                                      | 4 6             | 7 6⁶ | 3 6 | 5 7 |     |  |
| 3 | Croàcia · Argentina                                                     | Marin Čilić / Ivan Dodig Juan Martín del Potro / Leonardo Mayer         | 7 6²            | 7 64 | 6 3 |     |     |  |
| 4 | Croàcia · Argentina                                                     | Marin Čilić Juan Martín del Potro                                       | 7 64            | 6 2  | 5 7 | 4 6 | 3 6 |  |
| 5 | Croàcia · Argentina                                                     | Ivo Karlovic Federico Delbonis                                          | 3 6             | 4 6  | 2 6 |     |     |  |

| Copa Davis 2016          |
| ------------------------ |
| Argentina · Primer títol |

### Copa Federació

#### Quadre
|  | Primera ronda 6 - 7 de febrer        | Primera ronda 6 - 7 de febrer | Primera ronda 6 - 7 de febrer           |                                 |         | Semifinals 16 - 17 d'abril | Semifinals 16 - 17 d'abril         | Semifinals 16 - 17 d'abril |  |   | Final 12 - 13 de novembre | Final 12 - 13 de novembre | Final 12 - 13 de novembre |
|  |                                      |                               |                                         |                                 |         |                            |                                    |                            |  |   |                           |                           |                           |
|  | Cluj-Napoca, Romania (dura interior) |                               |                                         |                                 |         |                            |                                    |                            |  |   |                           |                           |                           |
|  | 1                                    | Txèquia                       | 3                                       |                                 |         |                            |                                    |                            |  |   |                           |                           |                           |
|  | 1                                    | Txèquia                       | 3                                       | Lucerna, Suïssa (dura interior) |         |                            |                                    |                            |  |   |                           |                           |                           |
|  |                                      | Romania                       | 2                                       |                                 |         |                            |                                    |                            |  |   |                           |                           |                           |
|  |                                      | Romania                       | 2                                       | 1                               | Txèquia | 3                          |                                    |                            |  |   |                           |                           |                           |
|  | Leipzig, Alemanya (dura interior)    |                               |                                         | 1                               | Txèquia | 3                          |                                    |                            |  |   |                           |                           |                           |
|  |                                      |                               | Suïssa                                  | 2                               |         |                            |                                    |                            |  |   |                           |                           |                           |
|  |                                      | Suïssa                        | Suïssa                                  | 2                               | 3       |                            |                                    |                            |  |   |                           |                           |                           |
|  |                                      | Suïssa                        |                                         |                                 | 3       |                            | Estrasburg, França (dura interior) |                            |  |   |                           |                           |                           |
|  | 4                                    | Alemanya                      | 2                                       |                                 |         |                            |                                    |                            |  |   |                           |                           |                           |
|  | 4                                    | Alemanya                      | 2                                       |                                 |         |                            |                                    |                            |  | 1 | Txèquia                   | 3                         |                           |
|  | Marsella, França (dura interior)     |                               |                                         |                                 |         |                            |                                    |                            |  | 1 | Txèquia                   | 3                         |                           |
|  |                                      |                               | França                                  | 2                               |         |                            |                                    |                            |  |   |                           |                           |                           |
|  | 3                                    | Itàlia                        | França                                  | 2                               | 1       |                            |                                    |                            |  |   |                           |                           |                           |
|  | 3                                    | Itàlia                        | Trélazé, França (terra batuda interior) |                                 | 1       |                            |                                    |                            |  |   |                           |                           |                           |
|  |                                      | França                        | 4                                       |                                 |         |                            |                                    |                            |  |   |                           |                           |                           |
|  |                                      | França                        | 4                                       |                                 | França  | 3                          |                                    |                            |  |   |                           |                           |                           |
|  | Moscou, Rússia (dura interior)       |                               |                                         |                                 | França  | 3                          |                                    |                            |  |   |                           |                           |                           |
|  |                                      |                               | Països Baixos                           | 2                               |         |                            |                                    |                            |  |   |                           |                           |                           |
|  |                                      | Països Baixos                 | Països Baixos                           | 2                               | 3       |                            |                                    |                            |  |   |                           |                           |                           |
|  |                                      | Països Baixos                 |                                         |                                 | 3       |                            |                                    |                            |  |   |                           |                           |                           |
|  | 2                                    | Rússia                        | 1                                       |                                 |         |                            |                                    |                            |  |   |                           |                           |                           |

#### Final
| · França · 2 | Rhenus Sport, Estrasburg, França 12 - 13 de novembre de 2016 Dura interior | Rhenus Sport, Estrasburg, França 12 - 13 de novembre de 2016 Dura interior | · República Txeca · 3 |      |       |  |
| \| \| \| \| 1 \| 2 \| 3 \| \| \| - \| ------------------------ \| -------------------------------------------------------------------------- \| ---- \| ---- \| ----- \| \| \| 1 \| França · República Txeca \| Kristina Mladenovic Karolina Pliskova \| 3 6 \| 6 4 \| 14 16 \| \| \| 2 \| França · República Txeca \| Caroline Garcia Petra Kvitová \| 7 6⁶ \| 6 3 \| \| \| \| 3 \| França · República Txeca \| Caroline Garcia Karolina Pliskova \| 6 3 \| 3 6 \| 6 3 \| \| \| 4 \| França · República Txeca \| Alizé Cornet Barbora Strýcová \| 2 6 \| 64 7 \| \| \| \| 5 \| França · República Txeca \| Caroline Garcia / Kristina Mladenovic Karolina Pliskova / Barbora Strýcová \| 5 7 \| 5 7 \| \| \| |                                                                            |                                                                            |                       |      |       |  |
| |                                                                            |                                                                            | 1                     | 2    | 3     |  |
| 1 | França · República Txeca                                                   | Kristina Mladenovic Karolina Pliskova                                      | 3 6                   | 6 4  | 14 16 |  |
| 2 | França · República Txeca                                                   | Caroline Garcia Petra Kvitová                                              | 7 6⁶                  | 6 3  |       |  |
| 3 | França · República Txeca                                                   | Caroline Garcia Karolina Pliskova                                          | 6 3                   | 3 6  | 6 3   |  |
| 4 | França · República Txeca                                                   | Alizé Cornet Barbora Strýcová                                              | 2 6                   | 64 7 |       |  |
| 5 | França · República Txeca                                                   | Caroline Garcia / Kristina Mladenovic Karolina Pliskova / Barbora Strýcová | 5 7                   | 5 7  |       |  |

| Copa Federació 2016            |
| ------------------------------ |
| República Txeca · Cinquè títol |

### Copa Hopman
Grup A
| Pos. | País           | V | D | Partits | Sets    | Jocs      |
| ---- | -------------- | - | - | ------- | ------- | --------- |
| 1    | Ucraïna        | 3 | 0 | 6 − 3   | 13 − 7  | 105 − 89  |
| 2    | Txèquia        | 1 | 2 | 5 − 4   | 12 − 10 | 122 − 108 |
| 3    | Austràlia (or) | 1 | 2 | 4 − 5   | 10 − 11 | 103 − 104 |
| 4    | Estats Units   | 1 | 2 | 3 − 6   | 7 − 14  | 86 − 115  |

Grup B
| Pos. | País             | V | D | Partits | Sets   | Jocs      |
| ---- | ---------------- | - | - | ------- | ------ | --------- |
| 1    | Austràlia (verd) | 3 | 0 | 7 − 2   | 14 − 8 | 128 − 111 |
| 2    | Regne Unit       | 2 | 1 | 6 − 3   | 14 − 8 | 123 − 111 |
| 3    | Alemanya         | 1 | 2 | 2 − 7   | 6 − 15 | 90 − 115  |
| 4    | França           | 0 | 3 | 3 − 6   | 9 − 12 | 107 − 119 |

#### Final
| · Austràlia · 2 | Perth Arena, Perth 9 de gener de 2016 Dura interior | Perth Arena, Perth 9 de gener de 2016 Dura interior                   | · Ucraïna · 0 |      |   |             |
| \| \| \| \| 1 \| 2 \| 3 \| \| \| - \| ------------------- \| --------------------------------------------------------------------- \| --- \| ---- \| - \| ----------- \| \| 1 \| Austràlia · Ucraïna \| Daria Gavrilova Elina Svitolina \| 6 4 \| 7 6⁶ \| \| \| \| 2 \| Austràlia · Ucraïna \| Nick Kyrgios Aleksandr Dolgopòlov \| 6 3 \| 6 4 \| \| \| \| 3 \| Austràlia · Ucraïna \| Daria Gavrilova / Nick Kyrgios Elina Svitolina / Aleksandr Dolgopòlov \| \| \| \| no disputat \| |                                                     |                                                                       |               |      |   |             |
| |                                                     |                                                                       | 1             | 2    | 3 |             |
| 1 | Austràlia · Ucraïna                                 | Daria Gavrilova Elina Svitolina                                       | 6 4           | 7 6⁶ |   |             |
| 2 | Austràlia · Ucraïna                                 | Nick Kyrgios Aleksandr Dolgopòlov                                     | 6 3           | 6 4  |   |             |
| 3 | Austràlia · Ucraïna                                 | Daria Gavrilova / Nick Kyrgios Elina Svitolina / Aleksandr Dolgopòlov |               |      |   | no disputat |

| Copa Hopman 2016        |
| ----------------------- |
| Austràlia · Segon títol |

## ATP World Tour

### ATP World Tour Finals
- Classificats individuals:  Novak Đoković,  Andy Murray,  Stan Wawrinka,  Milos Raonic,  Kei Nishikori,  Gaël Monfils,  Marin Čilić,  Dominic Thiem
- Classificats dobles:  Pierre-Hugues Herbert /  Nicolas Mahut,  Jamie Murray /  Bruno Soares,  Bob Bryan /  Mike Bryan,  Feliciano López /  Marc López,  Ivan Dodig /  Marcelo Melo,  Raven Klaasen /  Rajeev Ram,  Henri Kontinen /  John Peers,  Treat Huey /  Max Mirnyi

| Categoria  | Campiones                 | Finalistes               | Resultat         |
| ---------- | ------------------------- | ------------------------ | ---------------- |
| Individual | Andy Murray               | Novak Đoković            | 6−3, 6−4         |
| Dobles     | Henri Kontinen John Peers | Raven Klaasen Rajeev Ram | 2−6, 6−1, [10−8] |

### ATP World Tour Masters 1000
| Torneig      | Individual    | Individual            | Individual       | Dobles                              | Dobles                              | Dobles                 |
| Torneig      | Campió        | Finalista             | Resultat         | Campions                            | Finalistes                          | Resultat               |
| ------------ | ------------- | --------------------- | ---------------- | ----------------------------------- | ----------------------------------- | ---------------------- |
| Indian Wells | Novak Đoković | Milos Raonic          | 6−2, 6−0         | Pierre-Hugues Herbert Nicolas Mahut | Vasek Pospisil Jack Sock            | 6−3, 7−6(5)            |
| Miami        | Novak Đoković | Kei Nishikori         | 6−3, 6−3         | Pierre-Hugues Herbert Nicolas Mahut | Raven Klaasen Rajeev Ram            | 5−7, 6−1, [10−7]       |
| Montecarlo   | Rafael Nadal  | Gaël Monfils          | 7−5, 5−7, 6−0    | Pierre-Hugues Herbert Nicolas Mahut | Jamie Murray Bruno Soares           | 4−6, 6−0, [10−6]       |
| Madrid       | Novak Đoković | Andy Murray           | 6−2, 3−6, 6−3    | Jean-Julien Rojer Horia Tecău       | Rohan Bopanna Florin Mergea         | 6−4, 7−6(5)            |
| Roma         | Andy Murray   | Novak Đoković         | 6−3, 6−3         | Bob Bryan Mike Bryan                | Vasek Pospisil Jack Sock            | 2−6, 6−3, [10−7]       |
| Toronto      | Novak Đoković | Kei Nishikori         | 6−3, 7−5         | Ivan Dodig Marcelo Melo             | Jamie Murray Bruno Soares           | 6−4, 6−4               |
| Cincinnati   | Marin Čilić   | Andy Murray           | 6−4, 7−5         | Ivan Dodig Marcelo Melo             | Jean-Julien Rojer Horia Tecău       | 7−6(5), 6−7(5), [10−6] |
| Xangai       | Andy Murray   | Roberto Bautista Agut | 7−6(1), 6−1      | John Isner Jack Sock                | Henri Kontinen John Peers           | 6−4, 6−4               |
| París        | Andy Murray   | John Isner            | 6−3, 6−7(4), 6−4 | Henri Kontinen John Peers           | Pierre-Hugues Herbert Nicolas Mahut | 6−4, 3−6, [10−6]       |

## WTA Tour

### WTA Finals
- Classificades individuals:  Angelique Kerber,  Simona Halep,  Agnieszka Radwańska,  Karolína Plíšková,  Garbiñe Muguruza,  Madison Keys,  Dominika Cibulková,  Svetlana Kuznetsova
- Classificades dobles:  Martina Hingis /  Sania Mirza,  Caroline Garcia /  Kristina Mladenovic,  Iekaterina Makàrova /  Ielena Vesninà,  Tímea Babos /  Iaroslava Xvédova,  Chan Hao-ching /  Chan Yung-jan,  Andrea Hlaváčková /  Lucie Hradecká,  Bethanie Mattek-Sands /  Lucie Šafářová,  Julia Görges /  Karolína Plíšková

| Categoria  | Campiones                          | Finalistes                           | Resultat    |
| ---------- | ---------------------------------- | ------------------------------------ | ----------- |
| Individual | Dominika Cibulková                 | Angelique Kerber                     | 6−3, 6−4    |
| Dobles     | Iekaterina Makàrova Ielena Vesninà | Bethanie Mattek-Sands Lucie Šafářová | 7−6(5), 6−3 |

### WTA Elite Trophy
- Classificades individuals:  Johanna Konta,  Petra Kvitová,  Elina Svitolina,  Roberta Vinci,  Timea Bacsinszky,  Ielena Vesninà,  Samantha Stosur,  Barbora Strýcová,  Kiki Bertens,  Caroline Garcia,  Timea Babos,  Zhang Shuai
- Classificades dobles:  Andreja Klepač /  Arantxa Parra Santonja,  Xu Yifan /  İpek Soylu,  Anastassia Rodiónova /  Olga Savchuk,  Oksana Kalashnikova /  Tatjana Maria,  Liang Chen /  Wang Yafan,  Yang Zhaoxuan /  You Xiaodi

| Categoria  | Campiones           | Finalistes               | Resultat         |
| ---------- | ------------------- | ------------------------ | ---------------- |
| Individual | Petra Kvitová       | Elina Svitolina          | 6−4, 6−2         |
| Dobles     | Xu Yifan İpek Soylu | Yang Zhaoxuan You Xiaodi | 6−4, 3−6, [10−7] |

### WTA Premier Tournaments
| Torneig        | Individual           | Individual          | Individual    | Dobles                                | Dobles                               | Dobles              |
| Torneig        | Campiona             | Finalista           | Resultat      | Campiones                             | Finalistes                           | Resultat            |
| -------------- | -------------------- | ------------------- | ------------- | ------------------------------------- | ------------------------------------ | ------------------- |
| Brisbane       | Viktória Azàrenka    | Angelique Kerber    | 6−3, 6−1      | Martina Hingis Sania Mirza            | Angelique Kerber Andrea Petkovic     | 7−5, 6−1            |
| Sydney         | Svetlana Kuznetsova  | Mónica Puig         | 6−0, 6−2      | Martina Hingis Sania Mirza            | Caroline Garcia Kristina Mladenovic  | 1−6, 7−5, [10−5]    |
| St. Petersburg | Roberta Vinci        | Belinda Bencic      | 6−4, 6−3      | Martina Hingis Sania Mirza            | Vera Duixévina Barbora Krejčíková    | 6−3, 6−1            |
| Dubai          | Sara Errani          | Barbora Strýcová    | 6−0, 6−2      | Chuang Chia-jung Darija Jurak         | Caroline Garcia Kristina Mladenovic  | 6−4, 6−4            |
| Doha           | Carla Suárez Navarro | Jeļena Ostapenko    | 1−6, 6−4, 6−4 | Chan Hao-ching Chan Yung-jan          | Sara Errani Carla Suárez Navarro     | 6−3, 6−3            |
| Indian Wells   | Viktória Azàrenka    | Serena Williams     | 6−4, 6−4      | Bethanie Mattek-Sands Coco Vandeweghe | Julia Görges Karolína Plíšková       | 4−6, 6−4, [10−6]    |
| Miami          | Viktória Azàrenka    | Svetlana Kuznetsova | 6−3, 6−2      | Bethanie Mattek-Sands Lucie Šafářová  | Tímea Babos Iaroslava Xvédova        | 6−3, 6−4            |
| Charleston     | Sloane Stephens      | Ielena Vesninà      | 7−6(4), 6−2   | Caroline Garcia Kristina Mladenovic   | Bethanie Mattek-Sands Lucie Šafářová | 6−2, 7−5            |
| Stuttgart      | Angelique Kerber     | Laura Siegemund     | 6−4, 6−0      | Caroline Garcia Kristina Mladenovic   | Martina Hingis Sania Mirza           | 2−6, 6−1, [10−6]    |
| Madrid         | Simona Halep         | Dominika Cibulková  | 6−2, 6−4      | Caroline Garcia Kristina Mladenovic   | Martina Hingis Sania Mirza           | 6−4, 6−4            |
| Roma           | Serena Williams      | Madison Keys        | 7−6(5), 6−3   | Martina Hingis Sania Mirza            | Iekaterina Makàrova Ielena Vesninà   | 6−1, 6−7(5), [10−3] |
| Birmingham     | Madison Keys         | Barbora Strýcová    | 6−3, 6−4      | Karolína Plíšková Barbora Strýcová    | Vania King Alla Kudryavtseva         | 6−3, 7−6(1)         |
| Eastbourne     | Dominika Cibulková   | Karolína Plíšková   | 7−5, 6−3      | Darija Jurak Anastassia Rodiónova     | Chan Hao-ching Chan Yung-jan         | 5−7, 7−6(4), [10−6] |
| Stanford       | Johanna Konta        | Venus Williams      | 7−5, 5−7, 6−2 | Raquel Atawo Abigail Spears           | Darija Jurak Anastassia Rodiónova    | 6−3, 6−4            |
| Mont-real      | Simona Halep         | Madison Keys        | 7−6(2), 6−3   | Iekaterina Makàrova Ielena Vesninà    | Simona Halep Monica Niculescu        | 6−3, 7−6(5)         |
| Cincinnati     | Karolína Plíšková    | Angelique Kerber    | 6−3, 6−1      | Sania Mirza Barbora Strýcová          | Martina Hingis Coco Vandeweghe       | 7−5, 6−4            |
| New Haven      | Agnieszka Radwańska  | Elina Svitolina     | 6−1, 7−6(3)   | Sania Mirza Monica Niculescu          | Katerina Bondarenko Chuang Chia-jung | 7−5, 6−4            |
| Tòquio         | Caroline Wozniacki   | Naomi Osaka         | 7−5, 6−3      | Sania Mirza Barbora Strýcová          | Liang Chen Yang Zhaoxuan             | 6−1, 6−1            |
| Wuhan          | Petra Kvitová        | Dominika Cibulková  | 6−1, 6−1      | Bethanie Mattek-Sands Lucie Šafářová  | Sania Mirza Barbora Strýcová         | 6−1, 6−4            |
| Pequín         | Agnieszka Radwańska  | Johanna Konta       | 6−4, 6−2      | Bethanie Mattek-Sands Lucie Šafářová  | Caroline Garcia Kristina Mladenovic  | 6−4, 6−4            |
| Moscou         | Svetlana Kuznetsova  | Daria Gavrilova     | 6−2, 6−1      | Andrea Hlaváčková Lucie Hradecká      | Daria Gavrilova Dària Kassàtkina     | 4−6, 6−0, [10−7]    |